# Rhaphidorrhynchium acestrostegium
Rhaphidorrhynchium acestrostegium là một loài rêu trong họ Sematophyllaceae. Loài này được (Sull.) Broth. mô tả khoa học đầu tiên năm 1925.